# Stevica Ristić
Stevica Ristić (n. 23 mai 1982) este un fotbalist macedonean.

## Statistici
| Macedonia | Macedonia | Macedonia |
| An        | Meciuri   | Goluri    |
| --------- | --------- | --------- |
| 2007      | 4         | 1         |
| 2008      | 3         | 0         |
| 2009      | 1         | 0         |
| 2010      | 5         | 0         |
| 2011      | 2         | 0         |
| 2012      | 2         | 0         |
| Total     | 17        | 1         |